# Amwrosij Janowski
Amwrosij Janowski (ukr. Амвро́сій Яно́вський, ur. 17 grudnia 1810 w Smolnej, zm. 2 marca 1884 w Rzymie) – ukraiński (ruski) działacz polityczny i oświatowy, pedagog, poseł do Sejmu Krajowego Galicji i austriackiej Rady Państwa.
Ukończył gimnazjum w Samborze, a następnie studia filozoficzne na uniwersytecie we Lwowie. Od 1829 studiował teologię na uniwersytecie w Wiedniu a następnie we Lwowie. Po studiach pracował od 1834 najpierw jako nauczyciel przedmiotów humanistycznych w gimnazjum w Bochni, następnie jako nauczyciel-adiunkt w gimnazjum akademickim we Lwowie (1835) i nauczyciel las gramatycznych w gimnazjum w Czerniowcach (1836). W latach 1837–1848 był profesorem przedmiotów humanistycznych w  gimnazjum w Przemyślu a w latach 1848–1856 gimnazjum akademickiego we Lwowie. Potem dyrektor drugiego (niemieckiego) gimnazjum państwowego we Lwowie (1856–1861). Od 1861 urzędnik kuratorium państwowego, a od 1864 także państwowy inspektor szkolny na Galicję. Od 1862 przewodniczący komisji nadzorującej tworzeniu podręczników dla ukraińskich gimnazjów. Następnie w latach 1868–1881 ponownie dyrektor II Gimnazjum Państwowego we Lwowie. W 1881 przeszedł w stan spoczynku.  
Zaangażowany w rozwój ukraińskich stowarzyszeń oświatowych, pierwszy przewodniczący Ruskiego Towarzystwa Pedagogicznego Ridna Szkoła, a latach 1871–1884 przewodniczący Galicyjsko-Ruskiej Maticy. Członek Towarzystwa Narodnyj Dim we Lwowie, Członek i wicerektor Instytutu Stauropigialnego (1873–1876).  
W latach 1861–1882 był posłem do Sejmu Krajowego Galicji I kadencji (1861–1966)  wybrany w IV kurii obwodu Żółkiew, w okręgu wyborczym nr 47 Lubaczów-Cieszanów. W kadencjach II, III i IV był wybierany w kurii IV z okręgu nr 48  Rawa-Ruska - Niemirów. W Sejmie był członkiem Klubu Ruskiego. Był także posłem do austriackiej Rady Państwa III kadencji ( 15 września 1870 – 8 października 1871), IV kadencji (27 grudnia 1871 – 7 września 1873), wybierany przez Sejm w kurii XIX – jako delegat z grona posłów wiejskich okręgów: Żółkiew, Kulików, Mosty Wielkie, Bełz, Uhnów, Sokal, Lubaczów, Cieszanów, Rawa, Niemirów. W V kadencji (4 listopada 1873 – 22 maja 1879) uzyskał mandat w kurii IV (gmin wiejskich) z okręgu nr 18 Żółkiew, Mosty wielkie, Kulików, Sokal, Bełz, Rawa, Uhnów, Niemierów. W parlamencie austriackim początkowo był członkiem Klubu Partii Konstytucyjnej, a od 1873 Klubu Ruskiego.

## Rodzina
Urodził się w rodzinie księdza greckokatolickiego, był synem proboszcza w Smólnej – Wasyla. Ożenił się w 1841 z Karoliną z domu Görz, mieli trzech synów i jedną córkę.